# Trumeau
Een trumeau is in de bouwkunde een steunpilaar die zich in het midden van een portaal of brede deurpartij bevindt.

## Toelichting

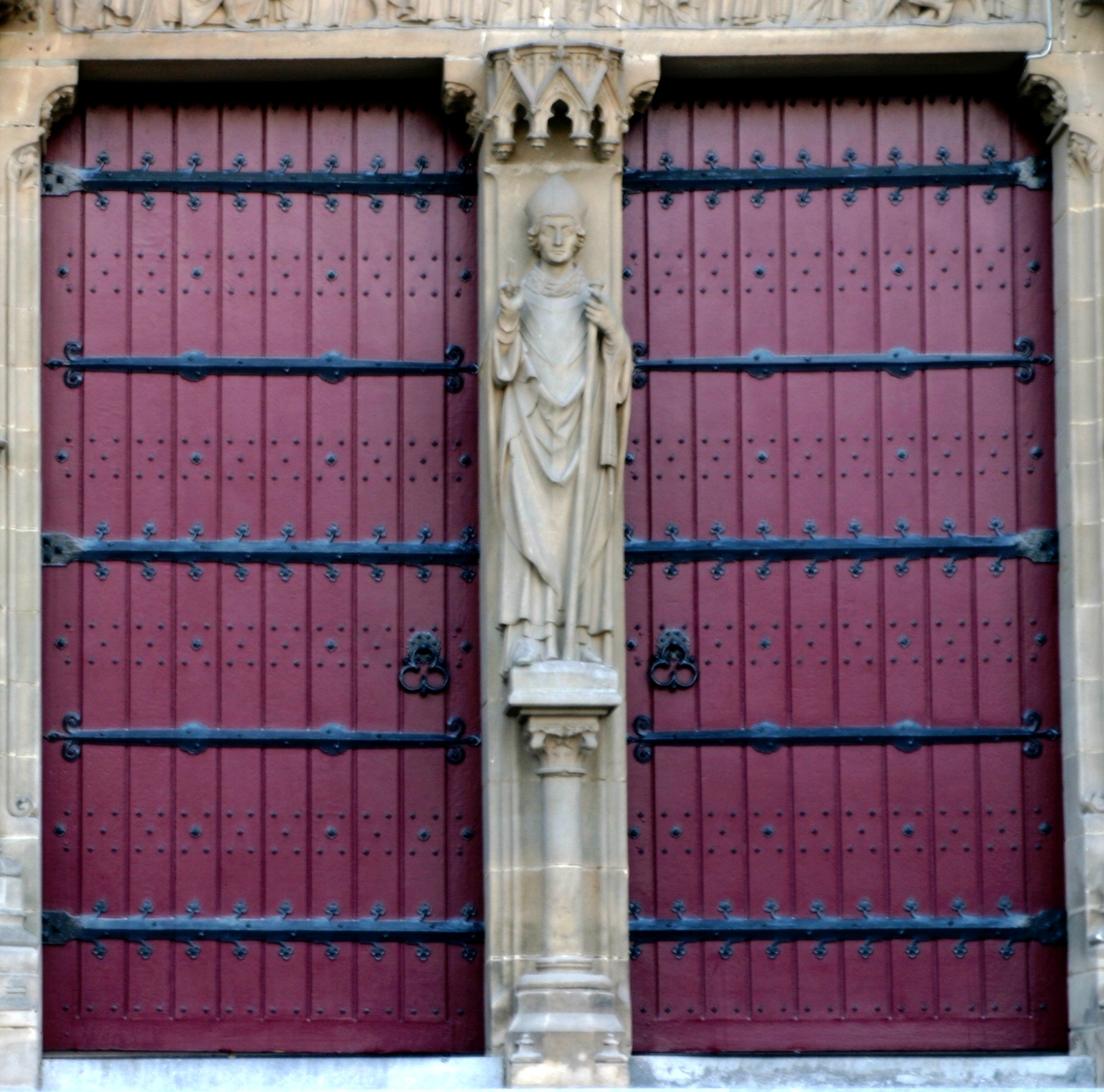
Trumeau van de Sint-Maartenskerk in Aarlen

Deze middenpilaren of middenpijlers vindt men vaak in de portalen van kerkgebouwen en kathedralen. Deze pilaar werd nodig voor de sterkte van de breder wordende portalen en maakte het ook mogelijk de brede deuren goed dicht te maken en te sluiten. Deze pilaren werden later voorzien van een standbeeld. Dit was vaak een Mariabeeld of of de patroonheilige van de kerk.
Het woord is afkomstig uit het Frans en wordt daar ook gebruikt voor de muurdam, of het gedeelte van een muur tussen twee muuropeningen.